# Askjem
Askjem is een plaats in de Noorse gemeente Indre Fosen, provincie Trøndelag. Askjem telt 266 inwoners (2007) en heeft een oppervlakte van 0,38 km².

## Geschiedenis
De plaats maakte deel uit van de Leksvik in de provincie Nord-Trøndelag totdat beide op 1 januari 2018 werden opgeheven.